# Sáo đất đầu cam
Geokichla citrina là một loài chim trong họ Turdidae.

## Hình ảnh

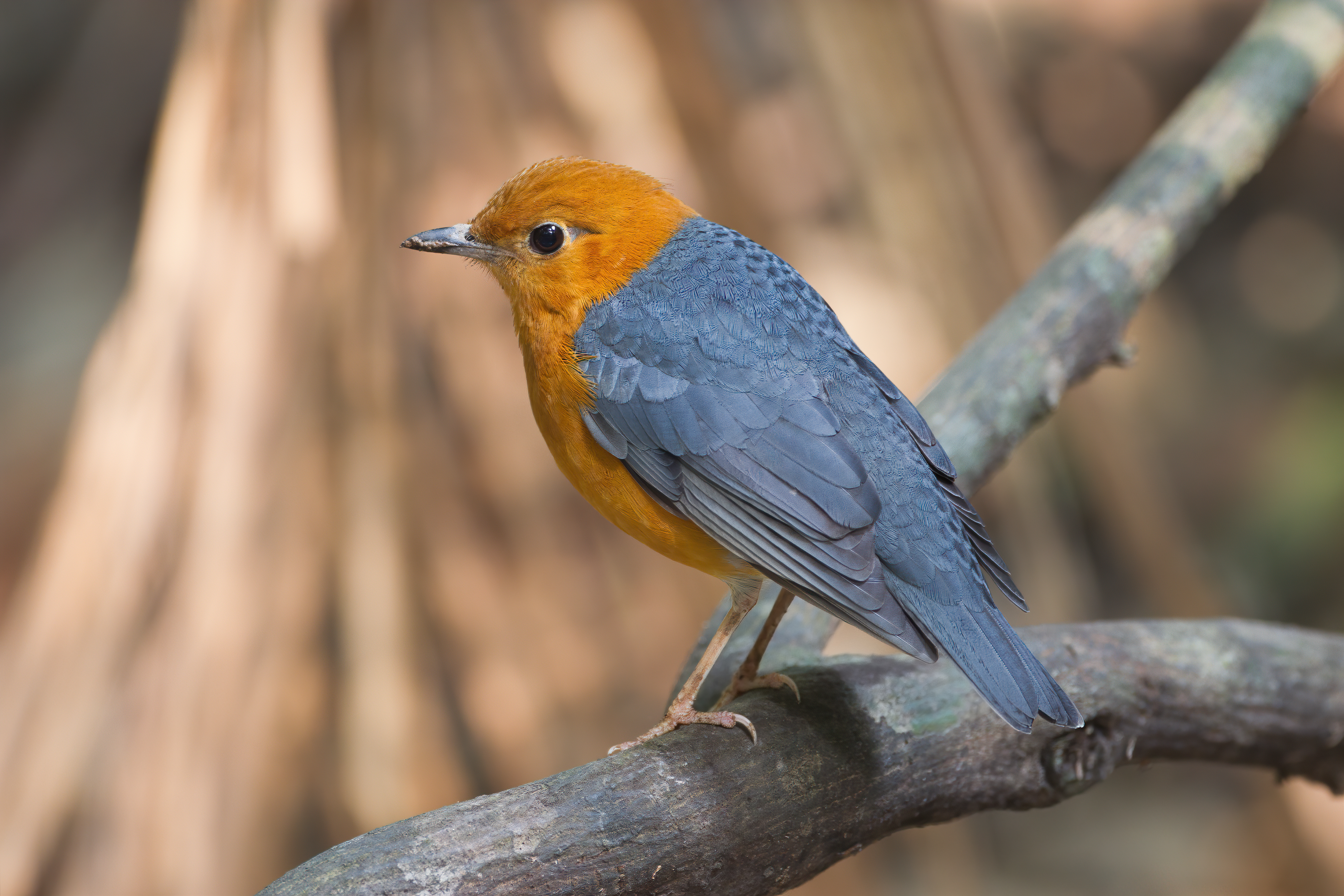
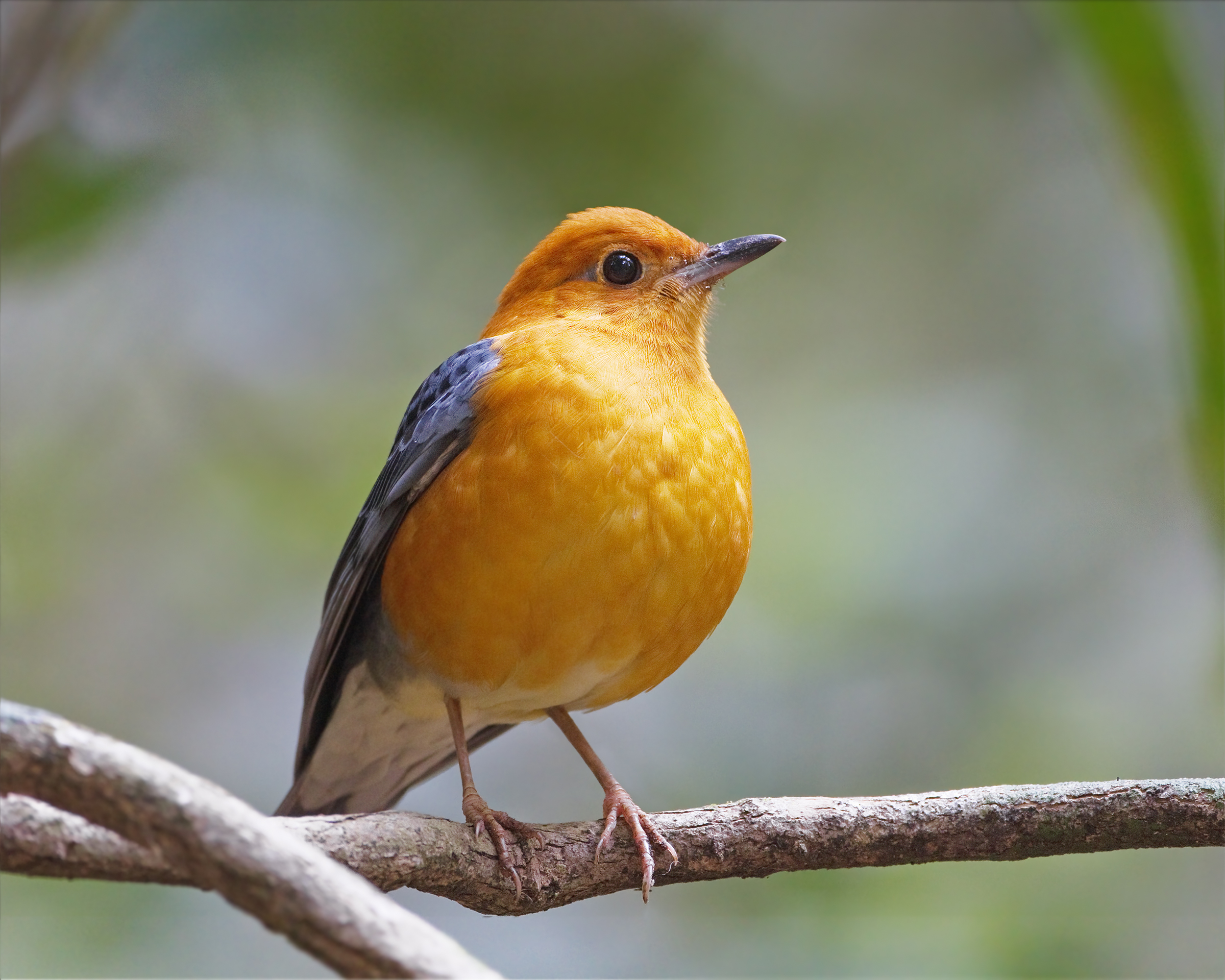
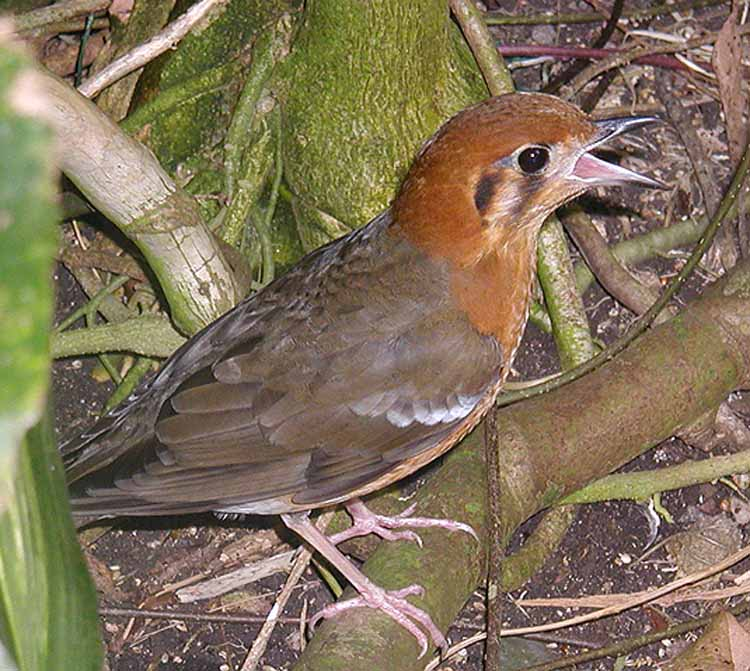
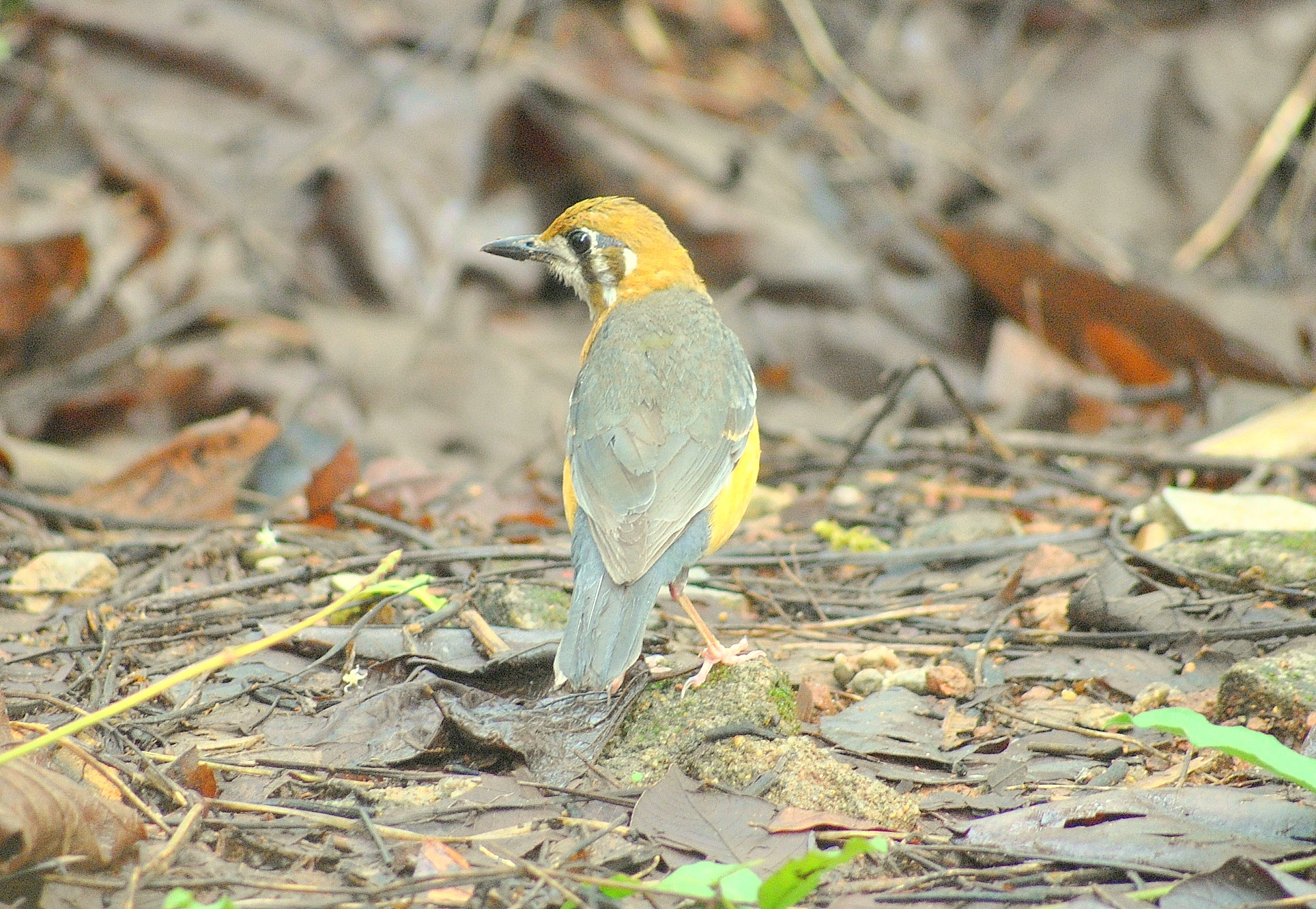
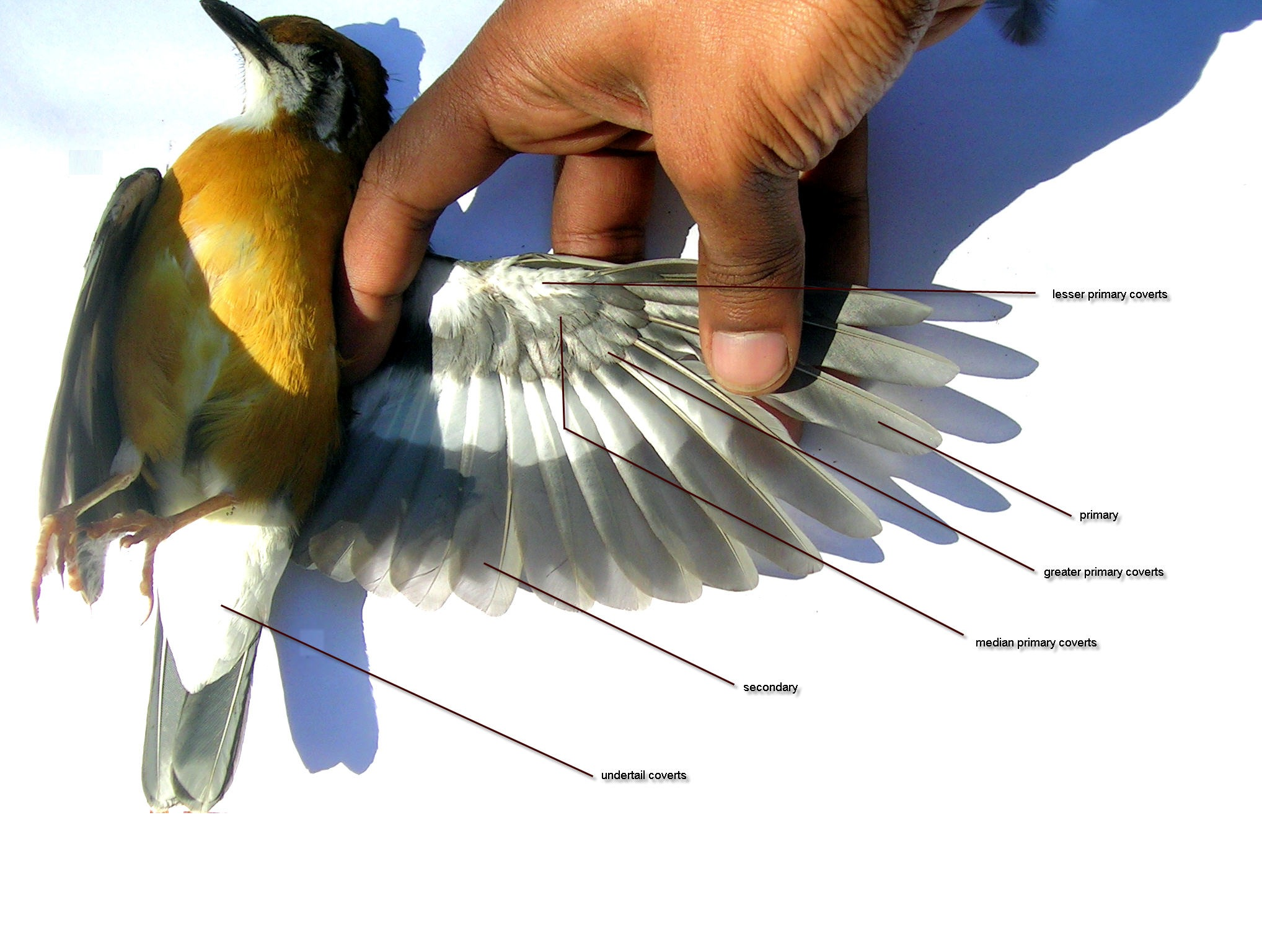
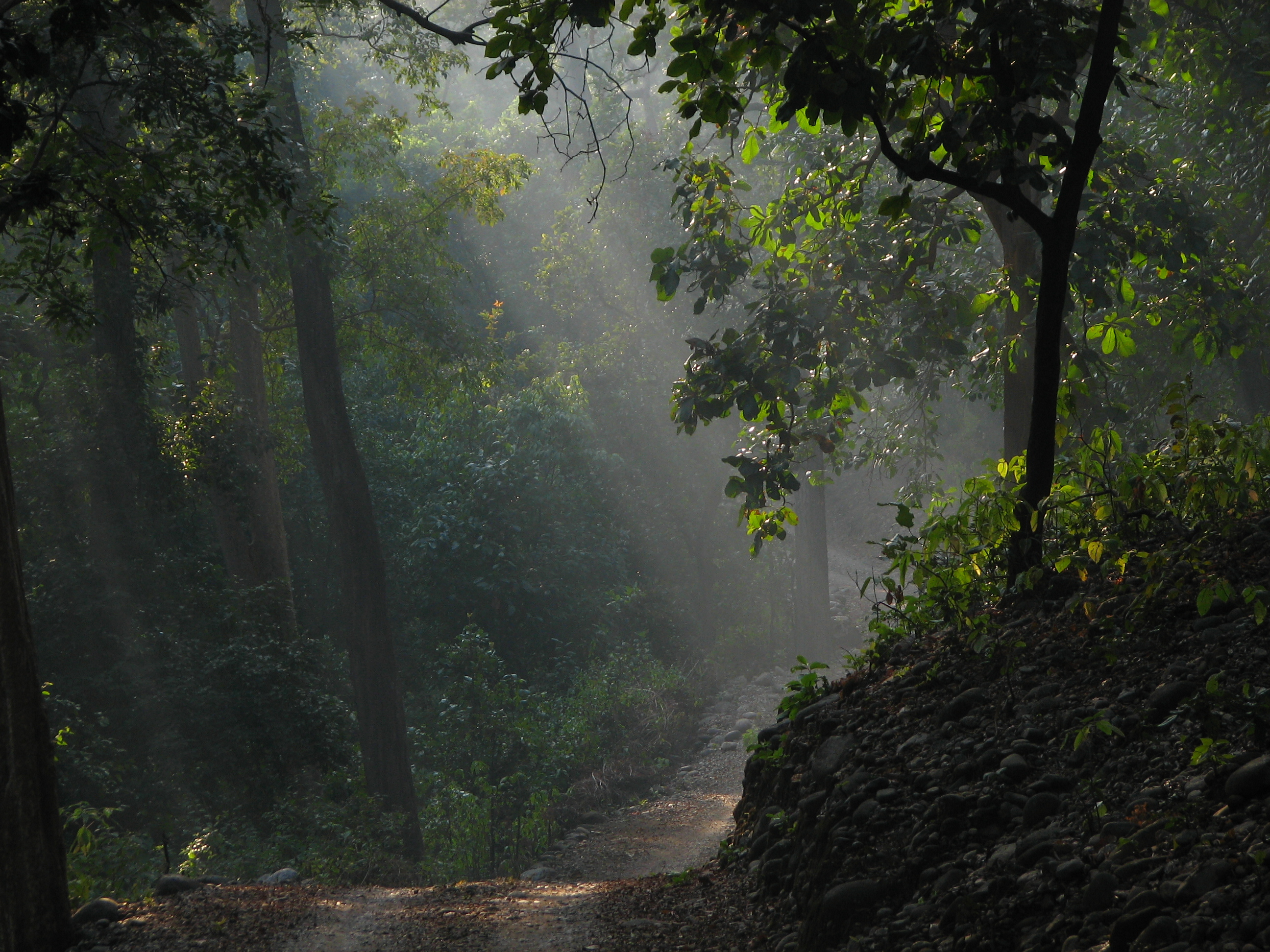
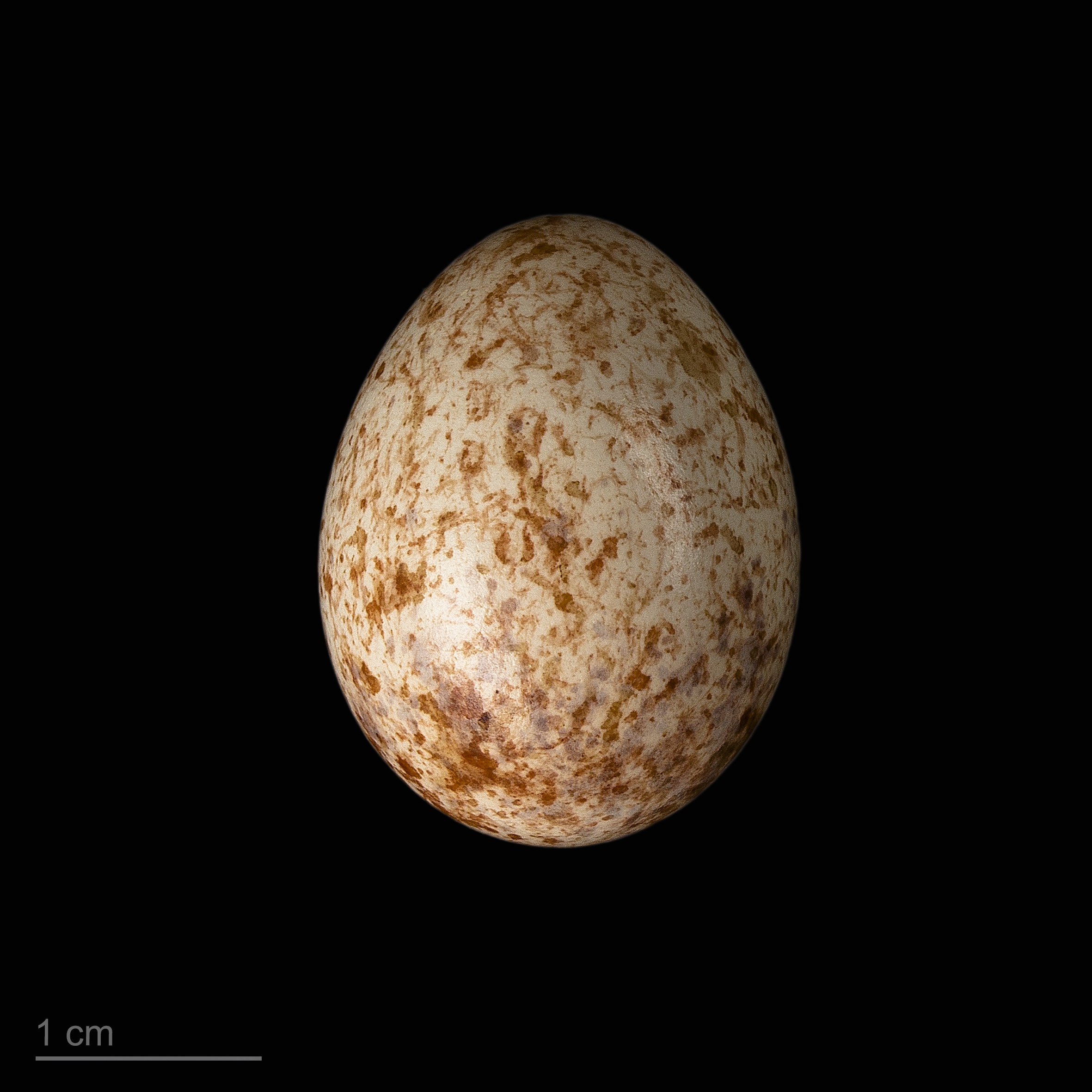
Geokichla citrina